# إميلي ساندبرغ
إميلي ساندبرغ (بالإنجليزية: Emily Sandberg)‏ هي عارضة وسيدة أعمال وممثلة أمريكية، ولدت في 26 مايو 1981 في روشستر في الولايات المتحدة.

## وصلات خارجية
- إميلي ساندبرغ على موقع IMDb (الإنجليزية)
- إميلي ساندبرغ على موقع ألو سيني (الفرنسية)
- إميلي ساندبرغ على موقع أول موفي (الإنجليزية)
- إميلي ساندبرغ على موقع كينوبويسك (الروسية)
- إميلي ساندبرغ على موقع دليل عارضات الأزياء (الإنجليزية)